# بيتر هايز (لاعب كرة قدم أسترالية)
بيتر هايز (بالإنجليزية: Peter Hayes)‏ هو لاعب كرة قدم أسترالية أسترالي، ولد في 22 ديسمبر 1938.

## وصلات خارجية
- بيتر هايز على موقع AustralianFootball.com (الإنجليزية)
- بيتر هايز على موقع AFLtables.com (الإنجليزية)